# Сали-Верчеллезе
Сали-Верчеллезе (итал. Sali Vercellese) — коммуна в Италии, располагается в регионе Пьемонт, в провинции Верчелли.
Население составляет 131 человек (2008 г.), плотность населения составляет 16 чел./км². Занимает площадь 8 км². Почтовый индекс — 13040. Телефонный код — 0161.
Покровителем коммуны почитается святой Дезидерий Лангрский, празднование 23 мая.

## Демография
Динамика населения:

## Администрация коммуны
- Официальный сайт: